# Suprimento

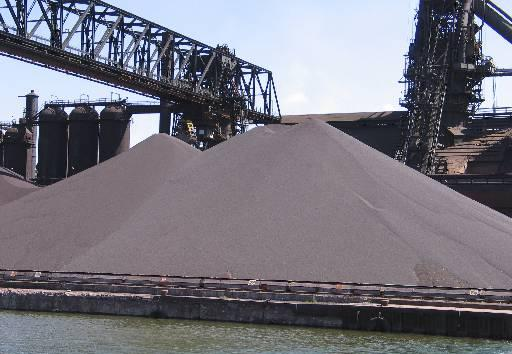
Mineral de ferro.

Suprimento é o item administrado, movimentado, armazenado, processado e transportado pela logística. O termo nasceu junto com a logística, derivado da palavra cadeia de suprimentos utilizado para definir diversos materiais.
Na logística os suprimentos são os atores principais de toda a cadeia, é com base nas características dos suprimentos, que a logística define seus parâmetros de lead time, tipos de embalagem, as características dos equipamentos de movimentação, modais de transporte, áreas de armazenamento e os recursos humanos e financeiros necessários.
A logística é o principal responsável por assegurar a disponibilidade do item dentro dos prazos e quantidades estabelecidas pelas áreas de compras e planejamento e programação de produção .
No tempo em que a logística era somente uma arte da guerra e não fazia parte das empresas, a palavra suprimento era muito utilizada para definir as munições, alimentos e equipamentos necessários para a batalha.
É importante nunca confundir suprimento com matéria-prima, pois a matéria-prima é um dos tipos existente de suprimentos.
Cadeia de suprimentos é o conjunto de materiais necessários para o funcionamento de uma empresa comercial ou fabricante. A cadeia de suprimentos envolve todos os níveis de fornecimento do produto desde a matéria-prima bruta até a entrega do produto no seu destino final , além do fluxo reverso de materiais para reciclagem, descarte e devoluções.

## Classificação
Os suprimentos podem ser classificados como:
- Matérias-primas necessárias para fabricação de um produto;
- Equipamentos ou peças de composição de um produto;
- Peças de reposição de equipamentos;
- Os produtos de um comércio/serviço;
- Mix de produtos de um varejista;
- Materiais de apoio da produção;
- Informação;
- Mão de Obra;
- Alimentos;
- Material para reciclagem;
- Materiais não-produtivos;
- Entre outros...

## Suprimentos como um processo

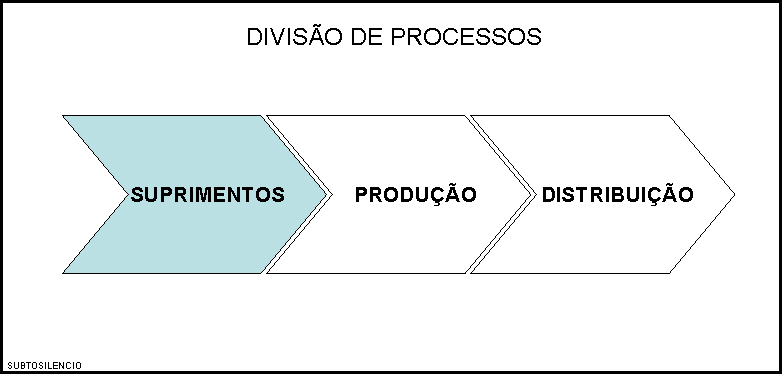
Conceito de divisão de processos.

Podemos definir suprimentos como um processo composto por diversos outros subprocessos. 
Uma empresa pode ser dividida em Suprimentos, Produção e Distribuição. Onde termina o processo de distribuição de uma organização começa o processo de Suprimentos da organização seguinte.
Suprimentos podem ser consideradas as informações para prestação de serviços; exemplo: uma empresa prestadora de serviço de call center tem as informações referentes ao produto como suprimento para realização do seu produto "atendimento ao cliente".
Os subprocessos mais comuns de um processo de suprimentos são:
- Gestão de Transporte - inbound;
- Gestão Compras/aquisição; e
- Movimentação e alimentação da linha de produção.

## Suprimentos como área de uma organização
Os suprimentos têm como principais funções o planejamento das compras, o controle e gestão de estoque, o estabelecimento dos diferentes índices de estoque, criar condições de compra e por fim a recepção e armazenagem dos referidos estoque  .